# Núi Akagi

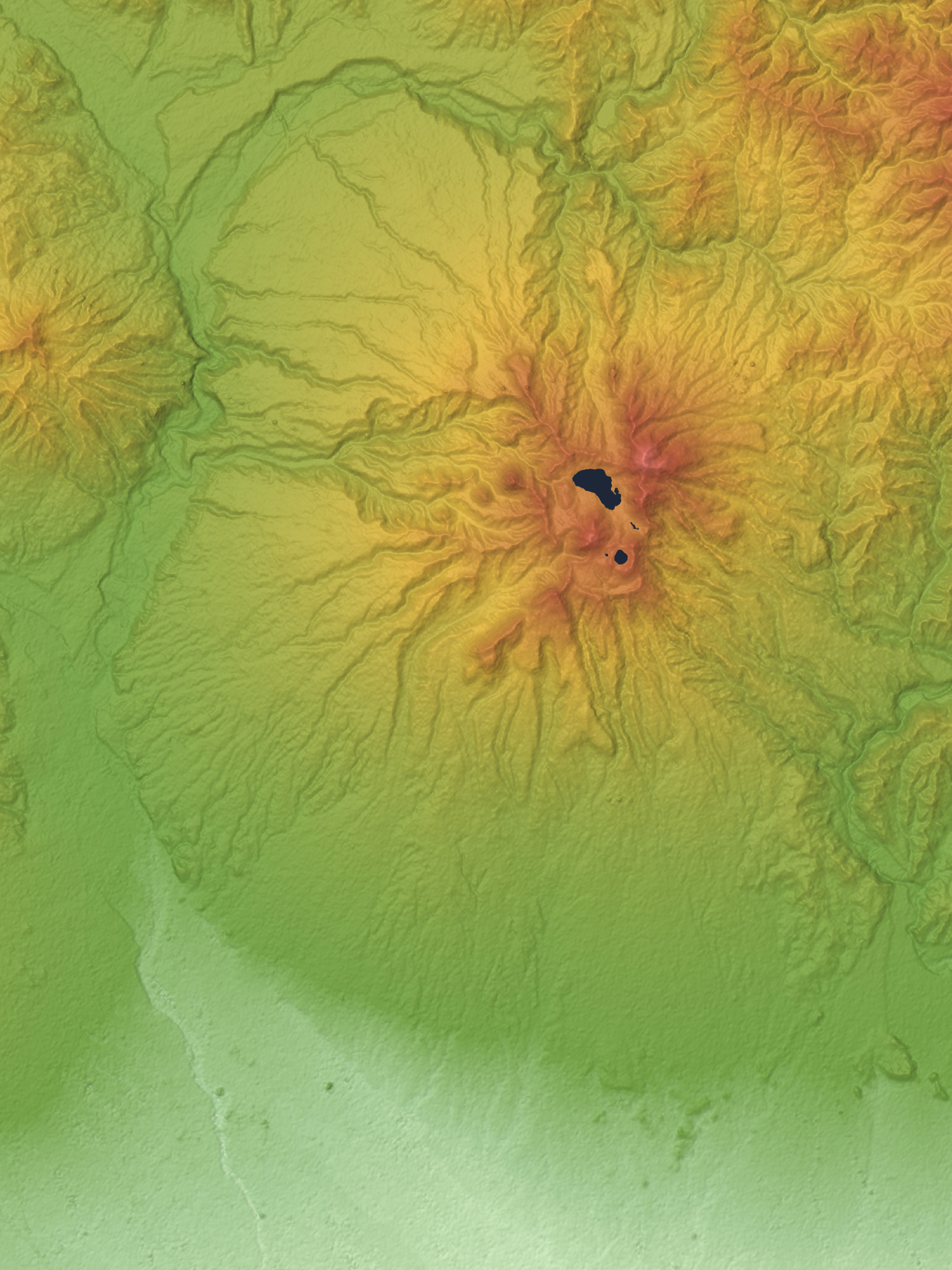
Relief Map of Akagi Volcano

Núi Akagi  (赤城山 Akagi-yama, English: Red Castle) là một ngọn núi tại tỉnh Gunma, Nhật Bản.